# Mettersdorf am Saßbach
Mettersdorf am Saßbach  är en ort och  kommun i distriktet Südoststeiermark i förbundslandet Steiermark i Österrike.
Kommunen består av fem orter (Ortschaften) (inom parentes invånarantal 1 januari 2024):>
- Landorf (128)
- Mettersdorf am Saßbach (564)
- Rannersdorf am Saßbach (236)
- Rohrbach am Rosenberg (127)
- Zehensdorf (305)